# Der Hausierer

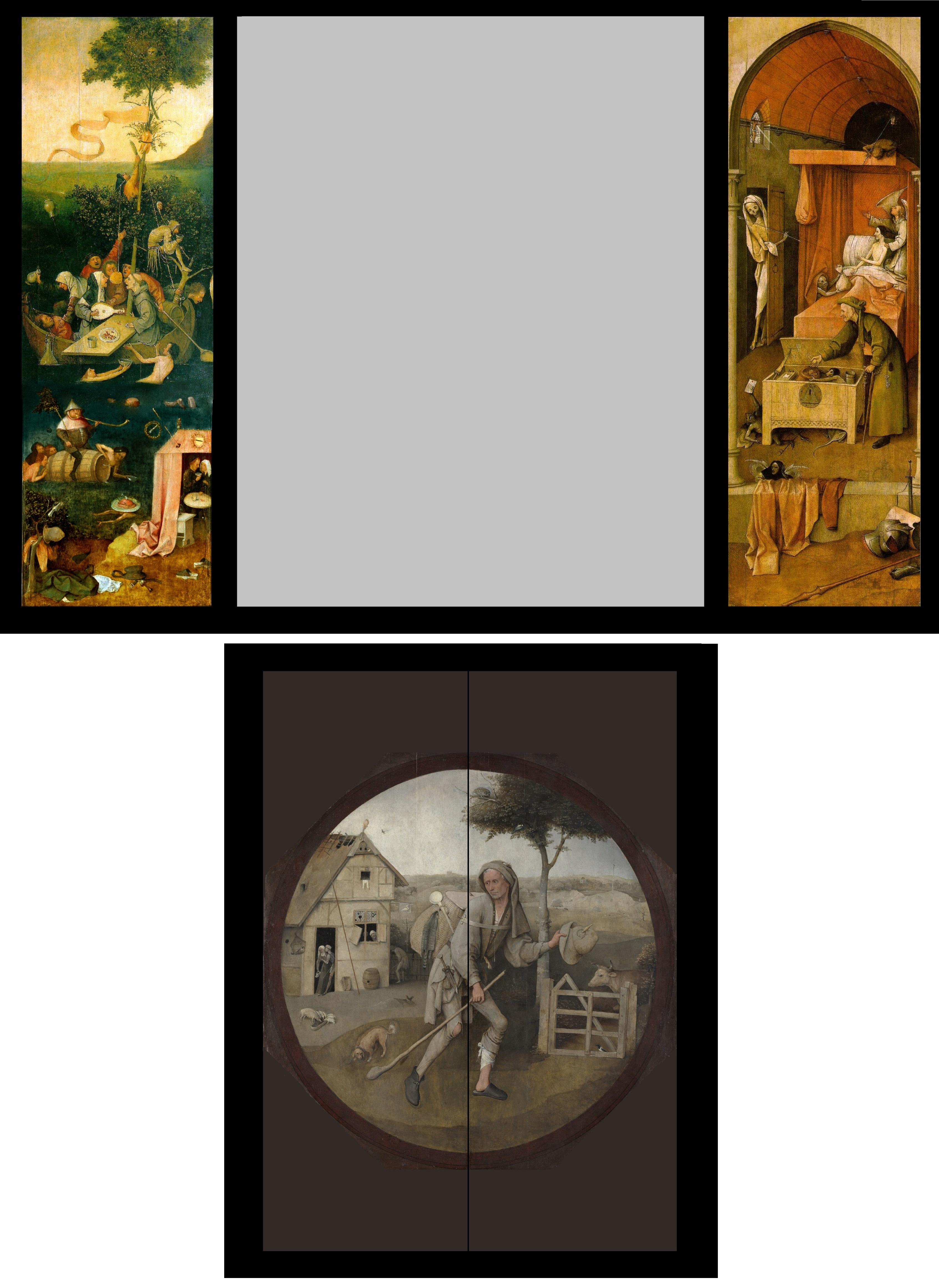
Rekonstruktion des Triptychons: Links: Das Narrenschiff und Allegorie auf die Völlerei und die Wollust – Rechts: Tod eines Geizhalses – Unten: Der Hausierer

Der Hausierer ist ein Gemälde des niederländischen Malers Hieronymus Bosch. Es entstand um 1500. Andere Bezeichnungen sind Der Wanderer, Der verlorene Sohn, Der Landstreicher (englisch The Wayfarer, The Pedlar; niederländisch De marskramer oder De landloper).
Das Bild mit den Maßen 70,6 cm × 71 cm war ursprünglich Teil eines Triptychons (Außenseite), dessen Mitteltafel fehlt und zu dem auch die Allegorie auf die Völlerei und die Wollust sowie der Tod eines Geizhalses und Das Narrenschiff gehörten. Es befindet sich seit 1931 im Museum Boijmans Van Beuningen, Rotterdam.

## Beschreibung
Das Bild zeigt im Zentrum einen bereits ergrauten Mann in zerschlissener vormals guter Kleidung mit aufgeschlossenem Knie und notdürftig verbundenem Schienbein, der allgemein als Hausierer angesehen wird, vor einer ländlichen Szenerie. Er trägt eine Kiepe auf dem Rücken, auf der ein Löffel für die Bettelsuppe und ein Katzenfell befestigt sind, einen langen Stab in der rechten und seinen Hut in der nach vorne gestreckten linken Hand. An seinem Gürtel hat er einen Dolch und einen gefüllten Geldbeutel. Aus seinem Kittel hängt ein Schweinsfuß, Wahrzeichen niederer Triebe. Der Mann blickt sich, gebeugt vorwärts schreitend, um. Sein Blick geht zu einem verfallenden Haus, das oftmals als Bordell beschrieben wird, und hinunter zu einem kläffenden Hund, den er mit seinem Stab fernhält.

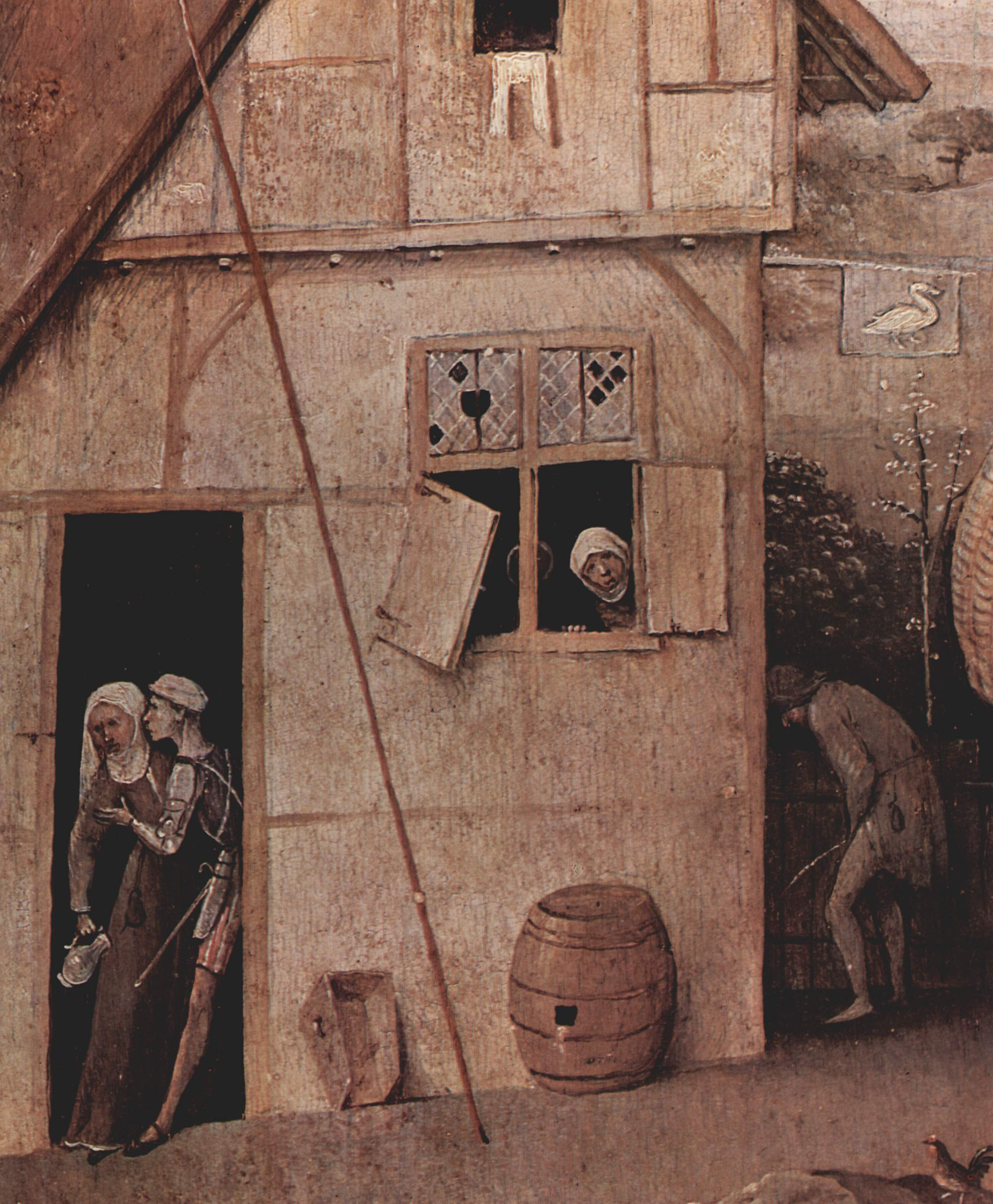
Detail Wirtshaus

Während der Hausierer die Bildmitte dominiert, nimmt das verfallende Haus den linken Bildteil ein. In der Tür des Hauses steht ein Paar in anzüglicher Pose, ein Mann uriniert an die Außenwand und aus einem kaputten Fenster schaut eine ältere Frau heraus. Das Dach des Hauses ist schadhaft, ein außen angebrachtes Wirtshausschild zeigt einen weißen Schwan. Wäsche hängt zum Trocknen aus der Bodenluke.
Zur Rechten des Hausierers sieht man eine Buche mit dunkler Krone und ein gut unterhaltenes Weidegatter, hinter dem ein Rind aufschaut. Im Hintergrund sind sandige Hügel, grüne Felder und einzelne Häuser angedeutet, über die sich ein graubläulicher Himmel zieht. Im ganzen Bild verteilt sind verschiedene Tiere zu sehen, so in dem Baum eine Eule, die eine Kohlmeise anschaut, Elstern auf der hohen Stange in der Ferne, im Gatter und in einem Käfig am Haus – wobei ein vor die Tür gehängter Vogelkäfig als Wahrzeichen damaliger Frauenhäuser galt, zur Linken des Hausierers der Hund und eine Horde Schweine um einen Trog.
Das Gemälde wurde  zu einem Rundbild zugeschnitten, welches einen Durchmesser von etwa 71 cm hat. Es befindet sich heute in einem achteckigen Rahmen. In Folge des Zuschnitts erfolgten einige Kompositionsänderungen, am auffälligsten die Verkleinerung des Hundes. Es trägt keine Signatur. Das Bildnis ist in sandigem Ton, fast farblos und in fein abgestuften Grautönen gemalt. Hut, Haube, Rock und Hose des Mannes sowie der Baumstamm sind einheitlich silbergrau, wovon sich der erdfarbige Hof absetzt. Tiefer Schlagschatten bedeckt den Bildmittelgrund. Dendrochronologische Untersuchungen ergaben, dass es nicht vor 1487 gemalt worden sein könnte. Die übliche Ablagerung und Trocknung des Holzes vor der Bemalung macht eine Herstellung ab etwa 1493 wahrscheinlich.

## Interpretation

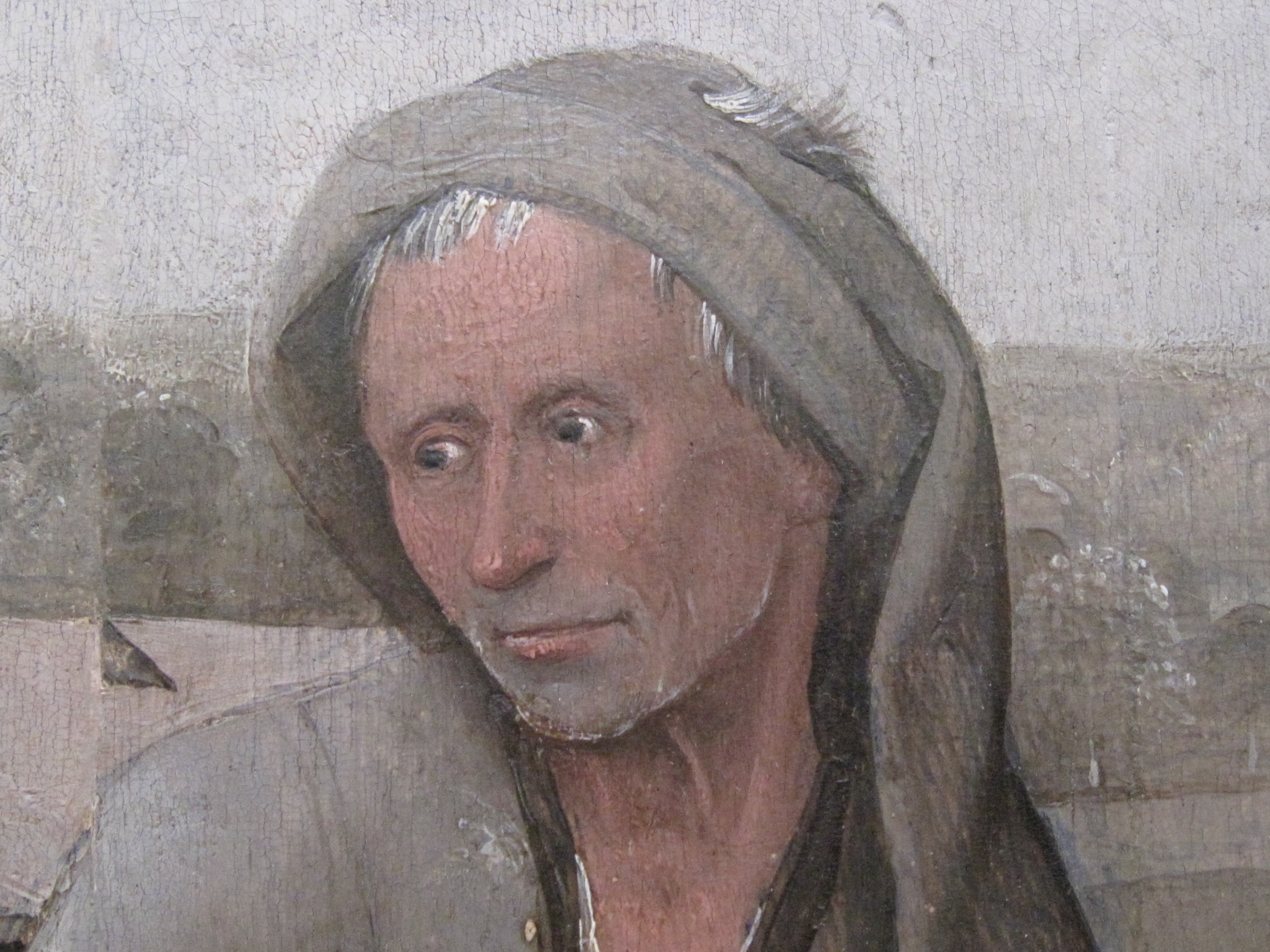
Detail Gesicht

Das Gemälde erlebte im 20. Jahrhundert eine wechselnde Deutungsgeschichte. Prägend war zunächst die Erstbeschreibung von Gustav Glück (1904) und dessen Deutung als Verlorener Sohn nach Lukas 15,11–32 , die aber später von vielen Autoren als Fehldeutung angesehen wurde. Glück sah die Abwendung des in abgerissener Kleidung laufenden Mannes von dem Bordell und seine reumütige Hinwendung zur väterlichen Weide, sowie die Schweinehorde als korrespondierend mit der biblischen Erzählung.
Im Laufe der Zeit wurden Deutungen des Mannes als Landstreicher/Vagabund publiziert, sowie Versuche, die Darstellung im Zusammenhang eines astrologischen Programms zu sehen. Die Hypothese, der Hausierer sei ein Selbstbildnis Boschs wurde von Dirk Hannema 1931 erstmals aufgebracht, für sie gibt es jedoch keinerlei historische Belege.
So wie das Gesamtbild waren auch die einzelnen Bilddetails Gegenstand unterschiedlicher Interpretationen und Vermutungen über ihren Symbolgehalt.
Ab Mitte des 20. Jahrhunderts setzten sich Deutungen durch, dass der Tafel „eine Idee, eine Abstraktion zu Grunde liege“. Sie zeige einen heimatlosen Hausierer als jemanden, der sein früheres zweifelhaftes Verhalten aufgegeben hat. Dabei durchschreitet der Hausierer das Bild von links, von dessen Treiben er sich nachdenklich abwendet und das ihm böse und lasterhaft erscheint, nach rechts zum Gatter und damit zur „guten Seite“ hin zum Rind, das in der Symbolgeschichte als Opfertier galt, und damit Erlösung verheißt. In dem Bild wird deutlich, dass „Bosch nicht einen bestimmten Pilger abgebildet hat, sondern den Menschen an sich, dem hier auf Erden eine kurze Zeit gegeben ist, der in seiner Unwissenheit ein sündhaftes Leben führt und darüber nachdenkt.“  Verwiesen wird auf das damals leitmotivische Thema der menschlichen Pilgerreise des homo viator, das eine Metapher für das Leben im Mittelalter darstellte. Jan Koldeweij sieht das Bild vom Gedankengut der Devotio moderna geprägt, die „jeden Gläubigen eindringlich dazu aufrief, das Christentum persönlich zu erleben und durch die individuelle Nachfolge Christi auszufüllen“.

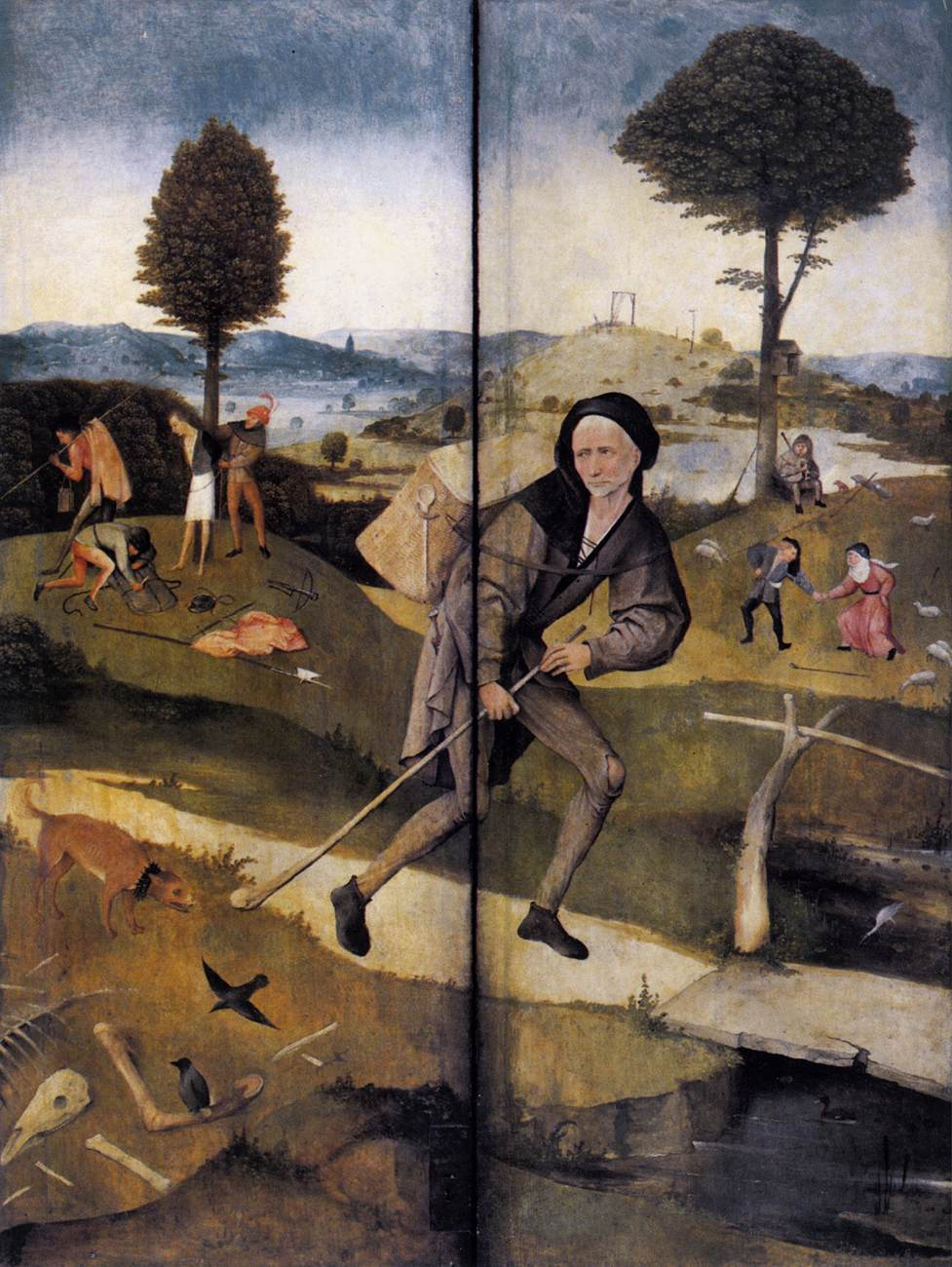
Der Heuwagen, Außenseite

Der Hausierer korrespondiert mit einer sehr ähnlichen Darstellung auf den Außenflügeln des Triptychons Der Heuwagen, dessen Hintergrund jedoch anders gestaltet ist, aber dieselbe Intention verfolgt, nämlich den Betrachter zum Überdenken seines eigenen Lebensstils aufzufordern.

## Provenienz

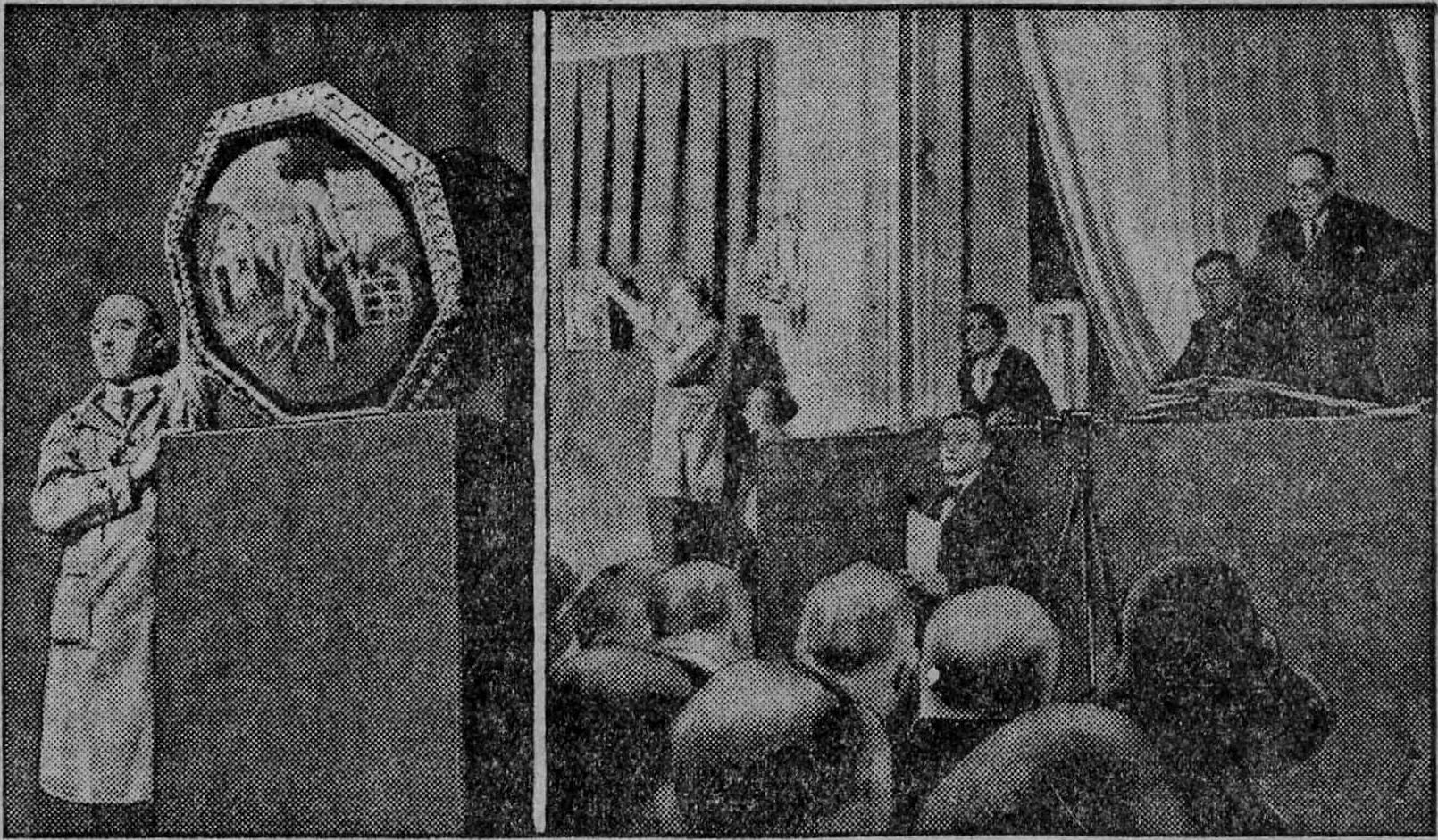
Versteigerung des Bildes bei Cassirer in Berlin am 29./30. September 1930 (Zeitungsausschnitt)

Das Bild befand sich Anfang des 20. Jahrhunderts in Besitz des österreichischen Bankiers und Kunstsammlers Albert Figdor in Wien und wurde 1904 erstmals von Gustav Glück ausführlich beschrieben. Es war einige Jahre zuvor im Pariser Kunsthandel erworben worden. Im Jahr 1930 kam es bei der Versteigerung der Sammlung Figdor an den niederländischen Kunsthändler Jacques Goudstikker, der es 1931 an das Museum Boijmans Van Beuningen, Rotterdam, verkaufte, wo es sich noch heute befindet.